# 濡れ落ち葉
濡れ落ち葉（ぬれおちば）とは
1. 濡れた落ち葉
2. 上記の「払っても払ってもなかなか離れない」様子から転じて、主に定年退職後の夫が、特に趣味もないために、妻が出かけようとすると必ず「ワシも（付いて行く）」と言って、どこにでも付いて来る様子を指すようになった。「濡れ落ち葉症候群」とも言う。またそのような「妻にべったりの夫」そのものを指すこともある。後者の場合は「濡れ落ち葉族」と呼ばれることもある。

本稿では、上記の2.について記述する。

## 解説
評論家・樋口恵子が、あるシンポジウムで伝聞として聞いたものを紹介したことで広まり、「濡れ落葉」として1989年の流行語大賞新語部門・表現賞を受賞した。一種の「男性差別」にあたる表現との指摘もある。
なお、樋口が耳にしたのは「近ごろは、粗大ゴミではなく『濡れた落ち葉』と言うのですって」であり、当初は樋口も「濡れ落ち葉」ではなく「濡れた落ち葉」と「た」の入った状態で紹介していた。
定年退職に伴う「燃え尽き症候群」と共に語られることが多い。
働いている間は仕事に追われるあまり趣味を持つことはおろか、家庭を顧みることも、地域での活動に参加することもなかったため、退職後いざ何かを始めようと思ってもそのために必要な人間関係もなければノウハウもなく、またそれらを得るために努力しようという意欲もエネルギーもない状態である。
このような状態に陥るのは男性が多いとされ、その原因の1つには男性ホルモンの低下があると言われている。

## 類義語・関連語
ワシも族
「濡れ落ち葉族」と同義。「ワシも（付いて行く）」から。
粗大ゴミ
「濡れ落ち葉族」とほぼ同義だが、休日に家でゴロゴロしている夫に対して用いられることもある。1981年、評論家の樋口恵子が毎日新聞に寄稿した論文の中で使用したことで広まったが、樋口本人が考えた表現ではなく、伝聞で聞いた表現を紹介したものである。
産業廃棄物
「粗大ゴミ」と同義。1985年、女子差別撤廃条約批准に伴い朝日新聞が開催した国際シンポジウムでフェミニストの上野千鶴子が「定年後の夫のことを『粗大ゴミ』などと言っている人たちがいるが、私はそれよりも『産業廃棄物』と呼びたい」と発言したことで広まった。これは上野の造語というよりは、既に一部で使われていたようである。

## 主婦側の背景
日本の主婦にはもともと井戸端会議の伝統があり、平成に入っても40代・50代の専業主婦は夫の居ない間に女友達と楽しく交遊を行っていたとされる。また昭和末期の1986年には「タンスにゴン」のCMからキャッチコピー「亭主元気で留守がいい」が登場し流行語となっていた。
そんな専業主婦において、夫が定年退職を迎えていくことでこの交遊が気兼ねなくできなくなり、夫が邪魔になっていったとされる。